# Campeonato Mundial de Natação em Piscina Curta de 2022 - 50 m peito masculino
A prova dos 50 metros nado peito masculino do Campeonato Mundial de Natação em Piscina Curta de 2022 foi disputada entre os dias 17 e 18 de dezembro de 2022, no Melbourne Sports and Aquatics Centre, em Melbourne, na Austrália.

## Recordes
Antes desta competição, os recordes mundiais e do campeonato nesta prova eram os seguintes:
|                       | Nome                  | Nacionalidade | Tempo | Local      | Data                   |
| --------------------- | --------------------- | ------------- | ----- | ---------- | ---------------------- |
| Recorde mundial       | Emre Sakçı            | Turquia       | 24.95 | Gaziantepe | 27 de dezembro de 2021 |
| Recorde do campeonato | Cameron van der Burgh | África do Sul | 25.41 | Hangzhou   | 16 de dezembro de 2018 |

Os seguintes recordes mundiais ou do campeonato foram estabelecidos durante esta competição:
| Data           | Evento | Nome     | Nacionalidade  | Tempo | Notas                 |
| -------------- | ------ | -------- | -------------- | ----- | --------------------- |
| 18 de dezembro | Final  | Nic Fink | Estados Unidos | 25.38 | Recorde do campeonato |

## Medalhistas
| Ouro           | Prata                    | Bronze                 |
| Nic Fink (USA) | Nicolò Martinenghi (ITA) | Simone Cerasuolo (ITA) |

## Cronograma
Todos os horários são locais (UTC+11). 
| Data           | Hora  | Evento        |
| -------------- | ----- | ------------- |
| 17 de dezembro | 12:51 | Eliminatórias |
| 17 de dezembro | 21:17 | Semifinal     |
| 18 de dezembro | 20:01 | Final         |

## Resultados

### Eliminatórias
As eliminatórias ocorreram no dia 17 de dezembro com início às 12:51.
| Colocação | Bateria | Raia | Nadador                | Nacionalidade                   | Tempo | Notas            |
| --------- | ------- | ---- | ---------------------- | ------------------------------- | ----- | ---------------- |
| 1         | 9       | 4    | Nicolò Martinenghi     | Itália                          | 25.71 | Q                |
| 2         | 8       | 1    | Adam Peaty             | Reino Unido                     | 26.01 | Q                |
| 3         | 7       | 6    | Yan Zibei              | China                           | 26.06 | Q                |
| 4         | 7       | 4    | Nic Fink               | Estados Unidos                  | 26.07 | Q                |
| 5         | 7       | 3    | Qin Haiyang            | China                           | 26.13 | Q                |
| 6         | 7       | 5    | Yuya Hinomoto          | Japão                           | 26.15 | Q                |
| 7         | 9       | 5    | Simone Cerasuolo       | Itália                          | 26.16 | Q                |
| 8         | 7       | 2    | Michael Andrew         | Estados Unidos                  | 26.17 | Q                |
| 9         | 8       | 4    | Emre Sakçı             | Turquia                         | 26.26 | Q                |
| 10        | 9       | 3    | Peter John Stevens     | Eslovênia                       | 26.31 | Q                |
| 11        | 7       | 7    | Grayson Bell           | Austrália                       | 26.37 | Q                |
| 11        | 9       | 8    | Carl Aitkaci           | França                          | 26.37 | Q                |
| 13        | 8       | 2    | Sam Williamson         | Austrália                       | 26.42 | Q                |
| 14        | 8       | 8    | Chao Man Hou           | Macau                           | 26.46 | Q,               |
| 15        | 5       | 7    | Mikel Schreuders       | Aruba                           | 26.47 | Q,               |
| 16        | 8       | 6    | Masaki Niiyama         | Japão                           | 26.51 | DES              |
| 16        | 9       | 7    | Olli Kokko             | Finlândia                       | 26.51 | DES              |
| 18        | 8       | 3    | Bernhard Reitshammer   | Áustria                         | 26.64 |                  |
| 19        | 4       | 7    | Wu Chun-feng           | Taipé Chinesa                   | 26.67 | Recorde nacional |
| 19        | 9       | 1    | Lucas Matzerath        | Alemanha                        | 26.67 |                  |
| 21        | 7       | 8    | Denis Petrashov        | Quirguistão                     | 26.71 | Recorde nacional |
| 22        | 9       | 2    | Andrius Šidlauskas     | Lituânia                        | 26.80 |                  |
| 23        | 9       | 6    | Caspar Corbeau         | Países Baixos                   | 26.83 |                  |
| 24        | 7       | 1    | Renato Prono           | Paraguai                        | 26.92 |                  |
| 25        | 6       | 7    | Josh Gilbert           | Nova Zelândia                   | 26.95 |                  |
| 26        | 5       | 5    | Volodymyr Lisovets     | Ucrânia                         | 27.04 |                  |
| 27        | 8       | 7    | Christoffer Haarsaker  | Noruega                         | 27.05 |                  |
| 28        | 4       | 6    | Maximillian Ang        | Singapura                       | 27.09 | Recorde nacional |
| 29        | 5       | 4    | Ádám Halás             | Eslováquia                      | 27.12 |                  |
| 30        | 6       | 2    | Jadon Wuilliez         | Antilhas Holandesas             | 27.16 |                  |
| 30        | 6       | 6    | Matěj Zábojník         | Chéquia                         | 27.16 |                  |
| 32        | 6       | 5    | Josué Domínguez        | República Dominicana            | 27.18 |                  |
| 33        | 6       | 8    | James Dergousoff       | Canadá                          | 27.19 |                  |
| 34        | 6       | 4    | Youssef El-Kamash      | Egito                           | 27.28 |                  |
| 35        | 4       | 4    | Ronan Wantenaar        | Namíbia                         | 27.45 | Recorde nacional |
| 36        | 5       | 2    | Constantin Malachi     | Moldávia                        | 27.63 |                  |
| 37        | 4       | 1    | Rashed Al-Tarmoom      | Kuwait                          | 27.66 | Recorde nacional |
| 38        | 5       | 8    | Simon Haddon           | África do Sul                   | 27.67 |                  |
| 39        | 5       | 3    | Julio Horrego          | Honduras                        | 27.71 |                  |
| 40        | 4       | 2    | Adriel Sanes           | Ilhas Virgens Americanas        | 27.76 |                  |
| 41        | 4       | 3    | Adrian Robinson        | Botswana                        | 27.79 | Recorde nacional |
| 41        | 4       | 5    | Martin Melconian       | Uruguai                         | 27.79 |                  |
| 43        | 5       | 6    | Ng Yan Kin             | Hong Kong                       | 27.92 |                  |
| 44        | 3       | 4    | Alexandre Grand'Pierre | Haiti                           | 27.99 | Recorde nacional |
| 45        | 3       | 6    | Tasi Limtiaco          | Estados Federados da Micronésia | 28.26 |                  |
| 46        | 4       | 8    | Abobakr Abass          | Sudão                           | 28.44 | Recorde nacional |
| 47        | 3       | 5    | Jonathan Raharvel      | Madagáscar                      | 28.55 |                  |
| 48        | 1       | 5    | Sébastien Kouma        | Mali                            | 28.73 |                  |
| 49        | 3       | 1    | Epeli Rabua            | Fiji                            | 28.84 |                  |
| 50        | 3       | 7    | Jesús Cabrera          | Bolívia                         | 29.25 |                  |
| 51        | 1       | 4    | Myagmaryn Delgerkhüü   | Mongólia                        | 29.85 |                  |
| 52        | 2       | 4    | Omar Al-Hammadi        | Emirados Árabes Unidos          | 29.96 |                  |
| 53        | 3       | 8    | Hilal Hilal            | Tanzânia                        | 30.23 |                  |
| 54        | 2       | 3    | Bikash Kumal           | Nepal                           | 31.11 |                  |
| 55        | 2       | 6    | Nathaniel Noka         | Papua-Nova Guiné                | 31.62 |                  |
| 56        | 2       | 7    | Cameron Jele           | Essuatíni                       | 34.95 |                  |
| 57        | 2       | 5    | Marc Dansou            | Benim                           | DSQ   | DSQ              |
| 57        | 3       | 2    | Muhammad Isa Ahmad     | Brunei                          | DSQ   | DSQ              |
| 57        | 5       | 1    | Tonislav Sabev         | Bulgária                        | DSQ   | DSQ              |
| 57        | 6       | 1    | Jorge Murillo          | Colômbia                        | DSQ   | DSQ              |
| 57        | 8       | 5    | João Gomes Júnior      | Brasil                          | DSQ   | DSQ              |
| 57        | 1       | 3    | Yann Douma             | República do Congo              | DNS   | DNS              |
| 57        | 2       | 2    | Sheku Kamara           | Serra Leoa                      | DNS   | DNS              |
| 57        | 3       | 3    | Matthew Lawrence       | Moçambique                      | DNS   | DNS              |
| 57        | 6       | 3    | Anton McKee            | Islândia                        | DNS   | DNS              |

Desempate
Uma prova extra foi realizada no dia 17 de dezembro às 13:33 para a definição do último semifinalista.
| Colocação | Raia | Nadador        | Nacionalidade | Tempo | Notas |
| --------- | ---- | -------------- | ------------- | ----- | ----- |
| 1         | 5    | Olli Kokko     | Finlândia     | 26.24 | Q,    |
| 2         | 4    | Masaki Niiyama | Japão         | 26.50 |       |

### Semifinal
A semifinal ocorreu no dia 17 de dezembro com início às 21:17.
| Colocação | Bateria | Raia | Nadador            | Nacionalidade  | Tempo | Notas |
| --------- | ------- | ---- | ------------------ | -------------- | ----- | ----- |
| 1         | 2       | 4    | Nicolò Martinenghi | Itália         | 25.60 | Q     |
| 2         | 1       | 5    | Nic Fink           | Estados Unidos | 25.64 | Q     |
| 3         | 2       | 6    | Simone Cerasuolo   | Itália         | 25.66 | Q     |
| 4         | 2       | 5    | Yan Zibei          | China          | 25.80 | Q,    |
| 5         | 1       | 6    | Michael Andrew     | Estados Unidos | 25.81 | Q     |
| 5         | 2       | 3    | Qin Haiyang        | China          | 25.81 | Q     |
| 7         | 1       | 4    | Adam Peaty         | Reino Unido    | 25.85 | Q     |
| 8         | 2       | 2    | Emre Sakçı         | Turquia        | 26.04 | Q     |
| 9         | 1       | 3    | Yuya Hinomoto      | Japão          | 26.13 |       |
| 10        | 2       | 7    | Grayson Bell       | Austrália      | 26.24 | =     |
| 11        | 1       | 8    | Olli Kokko         | Finlândia      | 26.25 |       |
| 11        | 2       | 1    | Sam Williamson     | Austrália      | 26.25 |       |
| 13        | 1       | 2    | Peter John Stevens | Eslovênia      | 26.33 |       |
| 14        | 1       | 7    | Carl Aitkaci       | França         | 26.41 |       |
| 15        | 2       | 8    | Mikel Schreuders   | Aruba          | 26.66 |       |
| 16        | 1       | 1    | Chao Man Hou       | Macau          | 26.77 |       |

### Final
A final foi realizada no dia 18 de dezembro com início às 20:01.
| Colocação         | Raia | Nadador            | Nacionalidade  | Tempo | Notas |
| ----------------- | ---- | ------------------ | -------------- | ----- | ----- |
| Medalha de ouro   | 5    | Nic Fink           | Estados Unidos | 25.38 | ,     |
| Medalha de prata  | 4    | Nicolò Martinenghi | Itália         | 25.42 |       |
| Medalha de bronze | 3    | Simone Cerasuolo   | Itália         | 25.68 |       |
| 4                 | 7    | Qin Haiyang        | China          | 25.82 |       |
| 5                 | 2    | Michael Andrew     | Estados Unidos | 25.92 |       |
| 6                 | 1    | Adam Peaty         | Grã-Bretanha   | 25.99 |       |
| 7                 | 6    | Yan Zibei          | China          | 26.06 |       |
| 8                 | 8    | Emre Sakçı         | Turquia        | 26.09 |       |

Legenda
| Recorde mundial       | Recorde mundial (World record)               |                       | Recorde africano                      | Recorde africano (African) |                                           | Q | Classificado por posição (Qualified) |
| Recorde do campeonato | Recorde do campeonato (Championship record)  | Recorde da América    | Recorde da América (Americas)         | q                          | Classificado por melhor tempo (Qualified) |   |                                      |
| Melhor marca do ano   | Melhor marca do ano (World leading)          | Recorde asiático      | Recorde asiático (Asian)              | DNS                        | Não largou (Did not start)                |   |                                      |
| Recorde nacional      | Recorde nacional (National record)           | Recorde europeu       | Recorde europeu (European)            | DNF                        | Não terminou (Did not finish)             |   |                                      |
| Recorde pessoal       | Recorde pessoal do atleta (Personal best)    | Recorde da Oceania    | Recorde da Oceania (Oceania)          | DSQ / DQ                   | Desclassificado (Disqualified)            |   |                                      |
| Recorde da temporada  | Recorde da temporada do atleta (Season best) | Recorde sul-americano | Recorde sul-americano (South America) | NM                         | Sem marca (No mark)                       |   |                                      |